# 閻宇
閻宇（？—？），字文平，荊州南郡（治今湖北省荊州市）人。三国时期蜀汉将领。

## 生平

### 出鎮南中
宿有功幹，於事精勤。延熙末年，接替張表成為蜀漢第六任庲降都督，出鎮南中。閻宇為人勤勉，處事精細，繼踵在馬忠後，但其威風稱績，皆不及马忠。霍弋为任为其参军。

### 督守巴東
公元258年（景耀元年），阎宇被任为右大将军，霍弋代之为监军、安南将军。时永安都督宗預因病回到成都，正逢东吴孙綝秉政，大臣离心，吴骠骑将军施绩担心吴内乱为魏所乘，秘密写信给蜀汉，表达被兼并之虑，蜀漢朝廷便任命閻宇為永安都督，率五千军增守巴東郡。同年，尚書令陳祗卒，宦官黃皓把持朝政，玩弄權術。宣信校尉羅憲因不肯依附黃皓而被貶為巴東太守，閻宇雖有巴結黃皓，但因看重羅憲之才而任命其為領軍，作為自己的副手。
姜維身受重任，連年興兵，但沒有建立太大功績。黃皓在朝內當政，與时任右大將軍閻宇關係交好，暗地裡想廢掉姜維而樹立閻宇。行都护卫将军平尚书事诸葛瞻也上表请求以阎宇代姜维。姜維知道後，就對劉禪說：“黃皓奸詐巧偽專權任意，將會敗壞國家，請殺了他！”劉禪：“黃皓不過是在前面往來奔走的小臣，以前董允也常對他切齒痛恨，我常常為此遺憾，你何必介意他！”姜維見黃皓的黨羽像樹木的枝葉那樣相互依附勾結，害怕自己失言有把柄招黃皓黨羽掌握，於是改變態度說了幾句謙恭的話就出來了。劉禪則派黃皓到姜維那謝罪和解。姜維從此就更加疑慮恐懼朝廷中央，從洮陽返回後，就要求到沓中去種麥屯田，不敢返回成都。其後一年，曹魏興兵攻伐蜀漢，後主劉禪命令閻宇率兵西向救援，閻宇留下二千兵力令羅憲鎮守永安城，親率餘眾西向救援成都。不久，魏灭蜀。此后史书对阎宇再无记载。

## 藝術形象
小說《三國演義》出場於第115回，被描繪成一個勢利無能的人物。演義中的閻宇身無寸功，因黃皓關照而被授任右將軍，代替姜維赴對魏作戰前線。

## 評價
- 陳壽：“宿有功幹，於事精勤。”《三國志》